# Kasteel d'Oultremont

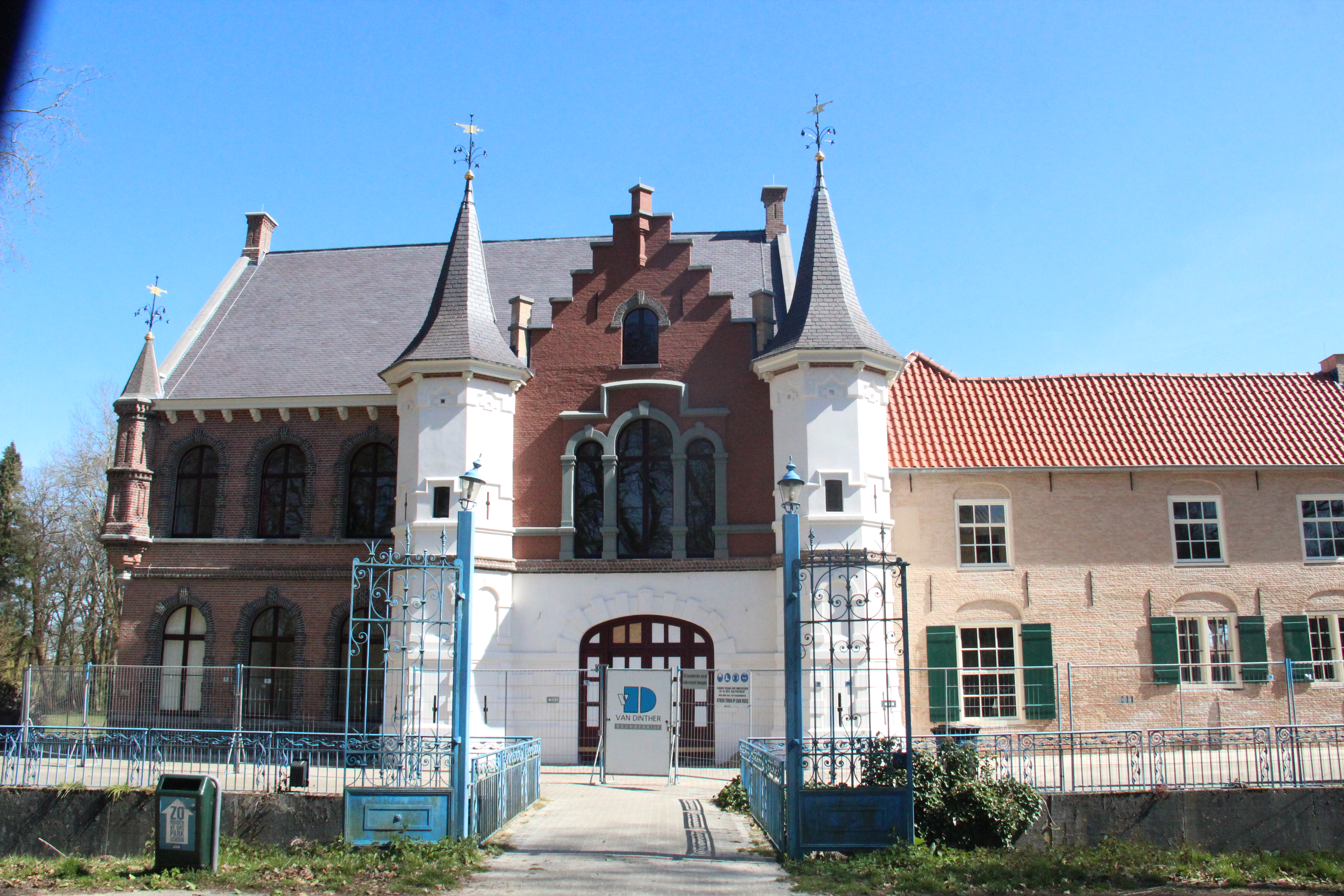
Voorzijde Oultremont tijdens renovatie in 2020

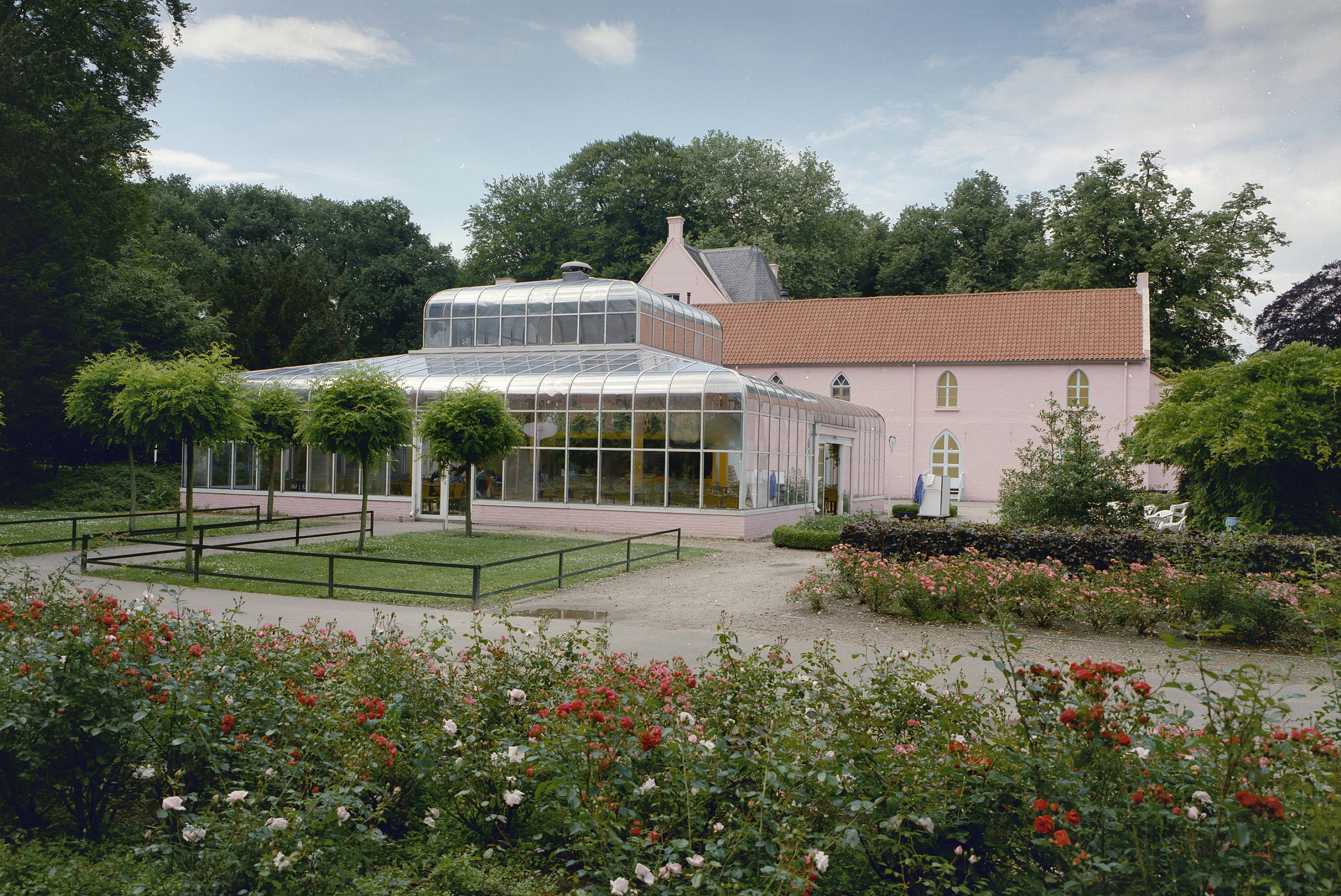
Achterzijde Oultremont

Het Kasteel d'Oultremont is een kasteel in Nieuwkuijk in de Nederlandse provincie Noord-Brabant. Het kasteel is gelegen op het terrein van het voormalige themapark Land Van Ooit. Voorheen werd het kasteel ook wel het Huis te Drunen genoemd.

## Geschiedenis
Het kasteel wordt voor het eerst vermeld in het jaar 1559 en kreeg de naam Kasteel Steenenburgh. Het kasteel werd in 1654 verbouwd met 800.000 IJsselstenen, die per schip werden aangevoerd. Het bezit van Drunen en Waalwijk werd in 1231 door Dirk van Altena afgestaan aan de hertog van Brabant. In 1387 werd het door hertogin Johanna van Brabant verpand aan Paul van Haastrecht, samen met Tilburg, Goirle en Drunen, met uitzondering van de Hof van Giersbergen die toebehoorde aan de Abdij Ter Kameren.
Na Paul werden achtereenvolgens zijn zoon Willem van Haastrecht en diens zoon, die opnieuw Paul van Haestrecht heette, heer van Drunen, Tilburg en Goirle. Deze werd opgevolgd door zijn zoon Goyaart van Haastrecht, die ook heer was van Gansoyen bij Drongelen. Hij was schout van Breda en stierf in 1597. Na hem kwam Dirk van Haestrecht en vervolgens Karel van Haestrecht.
Karels dochter, Isabella van Haastrecht, trouwde in 1653 met Johan van Wassenaar, die heer van Warmond was. Een van hun dochters was Jacoba van Wassenaar, die in 1682 trouwde met Floris van Schagen van Beieren, die graaf was van Warfusé. Dezen bezaten ook de heerlijkheden Schagen, Schagerkogge, Burghorn en Wognum.
Dochter Maria Isabella van Beieren-Schagen, die gravin was van Warfusé, trouwde in 1707 met Jean François Paul Emile d'Oultremont. Deze was graaf van Oultremont, baron van Han-sur-Lesse, en heer van Lamine en Chevetogne. Zo kreeg de Steenenburgh zijn Franse naam. De graven van Oultremont, die meestal in Brussel verbleven, hadden een rentmeester op den graaflycken en adelycke huyse alhier. Vaak was dit de hofkapelaan. Het kasteel bleef eigendom van deze familie, ook na de afschaffing van het ancien régime.
In 1989 werd het kasteel onderdeel van Het Land van Ooit. Het kasteel werd een van de blikvangers van het park. De oorspronkelijke gevel van bakstenen werd roze geverfd. Hierdoor is het kasteel bekend geworden als "het roze kasteel”. Na de sluiting van het Land van Ooit in 2007 werd het kasteel weer steenkleurig.

## Rentmeesters
Vroeger onderhielden de graven d'Oultremont op hun kasteel eigen hofkapelaans. Deze moesten voor de graaf en zijn gasten en gevolg de Heilige Mis lezen in de slotkapel. Als de graaf afwezig was, had zo'n kapelaan natuurlijk niet veel te doen, en daarom, of misschien omdat de graven geen vertrouwder persoon konden vinden, stelden de graven de kapelaan van hun kasteel te Drunen tevens meestal aan tot rentmeester van hun goederen, die rond het kasteel gelegen waren (zie o.a. Pestert).
Tot de bouw van Het Land van Ooit was het kasteel nog eigendom van de graven van d'Oultremont, toen werd het kasteel bewoond door een beheerder. Na het faillissement van het themapark heeft de gemeente Heusden het landgoed gekocht.

## Het gebouw
De zuidelijke vleugel van het voormalige neerhuis is het best bewaard gebleven en ook de poort, die gewezen poort wordt genoemd, zou nog van het vroegere kasteel afkomstig zijn.
Philips van Leefdael schreef in 1645: Aldaer is gheleegen een huys, toebehoirende de Vrouwe van Drunen voorsc. hebbende ten deele van outs daer ghestaen ende ten deele in een jaer 8 of 9 gheleeden daer van nieuws ghebout, nu op nieuws een formeel slot ende casteel. Ook Isaak Tirion beschreef, in 1751 het gebouw als een schoon kasteel met eene plantaadje den Heere van Drunen toebehorende.
In 1795 is, door de rampen des oorlogs, het eigenlijke kasteel, door de Fransen in gebruik als hospitaal, afgebrand. De restanten werden later verkocht en gesloopt. Het beschadigde neerhuis werd in het begin van de 19e eeuw weer opgebouwd, maar de meest ingrijpende verbouwing vond plaats in 1875, onder architectuur van Hendrik Jacobus van Tulder. Dit omvatte het vaarden en voltooien van eenige oude en nieuwe werken in het bestaande gebouw benevens het aanbrengen van een nieuw vleugelgebouw op reeds gelegde fundamenten. Uit deze tijd stammen de linkervleugel met hangtorentjes en de middenpartij.

## Na het Land van Ooit
In 2009 is de naam van het park gewijzigd naar Poort van Heusden. De keuze van de naam heeft te maken met de nieuwe aansluiting op de snelweg A59 die wordt aangelegd op de plaats van het voormalige parkeerterrein. Het park wordt als het aan de gemeente ligt verdeeld in een openbaar toegankelijk deel, een vrij toegankelijke attractie en een betaalde toeristische trekpleister. De invulling van de plannen laat de gemeente aan andere partijen over. Een van de voorwaarden is wel dat de roze kleur van het kasteel verdwijnt. In 2019 is begonnen met de renovatie van het kasteel, waarbij ook de door veel omwonenden verafschuwde roze kleur van het kasteel is verwijderd. Ook is er een nieuw bestemmingsplan waarin het landgoed de originele naam 'Steenenburg' terugkrijgt. Het nieuwe bestemmingsplan voorziet in woningbouw en de bouw van een medische campus op het landgoed.
Drieëntwintig bouwkavels op het voormalige terrein van 'Land van Ooit' werden in eind 2021 in de verkoop gezet door gemeente Heusden. 

## Externe bron
- Anton van Oirschot: Middeleeuwse Kastelen van Noord-Brabant, 1981, uitgeverij Elmar, Rijswijk. ISBN 906120285X.
- Artikel over kasteel d'Oultremont op Brabantserfgoed.nl